# Казал Таулеро (Терамо)
Казал Таулеро (итал. Casal Thaulero) је насеље у Италији у округу Терамо, региону Абруцо.
Према процени из 2011. у насељу је живело 366 становника. Насеље се налази на надморској висини од 91 м.